# Vlak do pekla
Vlak do pekla je název české antologie anglo-amerických sci-fi povídek, kterou uspořádal Oldřich Černý. Povídky přeložili Oldřich Černý, Miloš Calda a Viktorie Klásková. Antologie vyšla zatím celkem třikrát, vždy v nakladatelství Albatros:
- roku 1976 jako 91. svazek sešitové edice Karavana s ilustracemi Jarmily Jeriové.
- roku 1983 jako 162. svazek sešitové edice Karavana s ilustracemi Jarmily Jeriové.
- roku 1992 v edici Klub dobrodruhů, bez ilustrací.[p 2]

## Obsah knihy
Svazek obsahuje tyto povídky
- Kurt Vonnegut, jr.: Zítra, pozítří, popozítří (1954, Tomorrow and Tomorrow and Tomorrow), humoristická povídka o době, kdy na Zemi není skoro nic kromě lidí, protože lidé všechno spotřebovali.
- John Wyndham: Chronoklasmus (1953, The Chronoclasm), povídka o rizicích cestování v čase.
- Isaac Asimov: Vtipálek (1956, Jokester), příběh z doby, kdy veškerý život na Zemi je ovládán počítači tak složitými, že jen pár jedinců je schopno jim rozumět.
- Daniel Keyes: Růže pro Algernon (1959, Flowers for Algernon), povídka oceněná Hugem,[1] příběh o experimentu s lidskou inteligencí.
- Alan Nelson: Narapoia (1948, Narapoia), příběh o muži, který trpí obrácenou paranoiou (má neodbytný pocit, že někoho sleduje).
- Robert A. Heinlein: ...postavil si domeček, v tom domečku... (1941, And He Built a Crooked House), povídka popisuje dům postavený ve tvaru teseraktu, který vede do čtvrtého rozměru.
- Albert Hernhuter: Texaský týden (1954, Texas Week), povídka o muži zmateném ze sledování westernů, který číhá na bandu lupičů nad neexistující roklí, do které se zřítí jeho psychiatr.
- Robert Sheckley: Cokoliv (1953, Shape), tuto povídku obsahuje pouze vydání z roku 1983.[2] Povídka vypráví o pokusu obsadit naši planetu dobyvatelským národem Glomů z x-té galaxie.
- Poul Anderson: Nejdelší plavba (1960, The Longest Voyage), povídka oceněná Hugem.[3] o nekonečné plavbě po všech mořích světa neznámé planety.
- Jack Finney: Tak už přestaň mávat těma rukama (1951, Quit Zoomin' Those Hands Through the Air), vyprávění o tom, jak si v době války Severu proti Jihu vynálezce stroje času usmyslí, že v budoucnosti ukradne letadlo, které rozhodne válku.
- William Tenn: Jdi na východ, mladý muži (1958, Eastward Ho!), satira o naruby obráceném osídlování Ameriky.
- Alan Bloch: Lidé jsou jiní (1954, Men Are Different), robot vypráví historku o tom, jak chtěl opravit nemocného člověka, kterého našel opuštěného na planetě
- Evelyn E. Smith: Marťan a kouzelník (1952, The Martian and the Magician), vyprávění o zocích, plazivých tvorech z Marsu, kteří se zhmotňují na Zemi, aby škodili lidem.
- Robert Bloch: Vlak do pekla (1958, That Hell-Bound Train), povídka oceněná Hugem,[4] neotřelým způsoben zpracovaný příběh o smlouvě člověka s ďáblem.